# Abbo Nassour
Abbo Nassour Abdoulaye Sabre  né en 1927, et mort  en 1982 était un homme politique tchadien.

## Biographie
Il a occupé plusieurs fonctions ministérielles avant d'être emprisonné en 1963. Il a ensuite été libéré et est revenu sur le devant de la scène politique de 1969 à 1975.
Il a été élu à la préfecture du Ouaddaï à l'Assemblée territoriale du Tchad lors des élections de 1952.  Il a ensuite été réélu lors des élections du 31 mars 1957.
Il a été secrétaire du Bureau de l'Assemblée territoriale de 1957 à 1958. À partir de 1958, il était membre de l' Union démocratique indépendante du Tchad (UDIT).
Après des années de prison, Abbo Nassour fut amnistié en juin 1969 dans le cadre du processus de réconciliation initié par Tombalbaye. Aux élections législatives de décembre 1969 , Nassour s'était rallié au gouvernement et fut élu député de Biltine, candidat du Parti progressiste tchadien.
Il fut nommé président de l'Assemblée nationale du Tchad le 30 décembre 1969 et resta à ce poste jusqu'à la chute de Tombalbaye le 13 avril 1975.